# Velotaxi

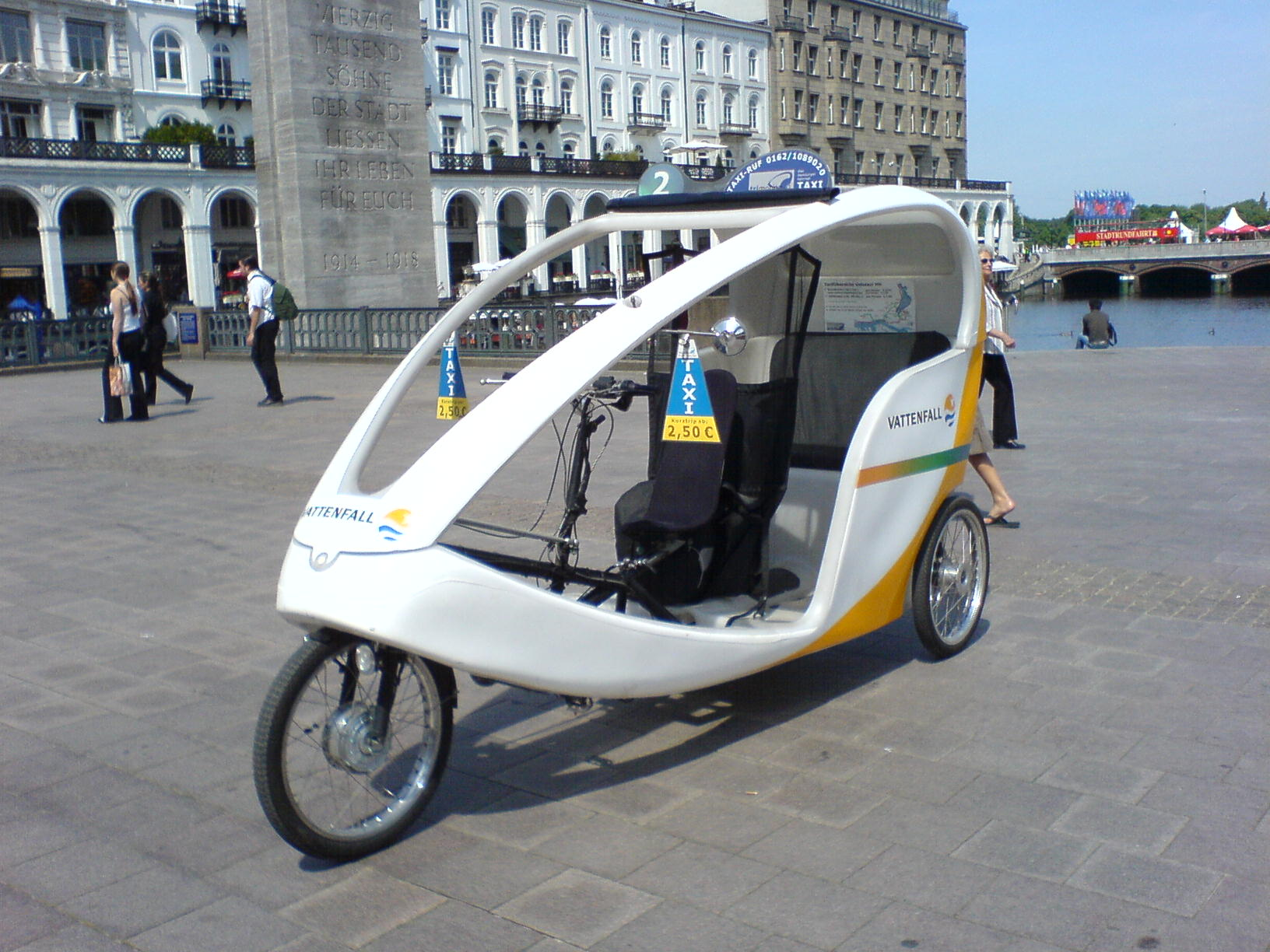
Un velotaxi ad Amburgo, Germania.

Il velotaxi (o all'italiana velotassì) o bicitaxi è un mezzo di trasporto simile al risciò.
Il veicolo è diviso in due parti: la parte anteriore è una bicicletta a pedalata assistita, che viene azionata dal tassista, la parte posteriore è un alloggio dove si può accomodare il passeggero.
Questo tipo di taxi è vietato nella maggior parte delle città italiane, sebbene sia ritenuto da alcuni un mezzo di trasporto ideale da usare nei centri storici chiusi al traffico.
All'estero viene usato dai passeggeri per effettuare brevi spostamenti in luoghi vietati o difficilmente accessibili alle auto.

## Dati tecnici
Le dimensioni approssimative di un velotaxi sono di 3100 x 1100 x 1700 mm.
La velocità varia dai 25 ai 45 km/h, l'autonomia di una carica di batterie è di 30 km.

## Aspetti economici

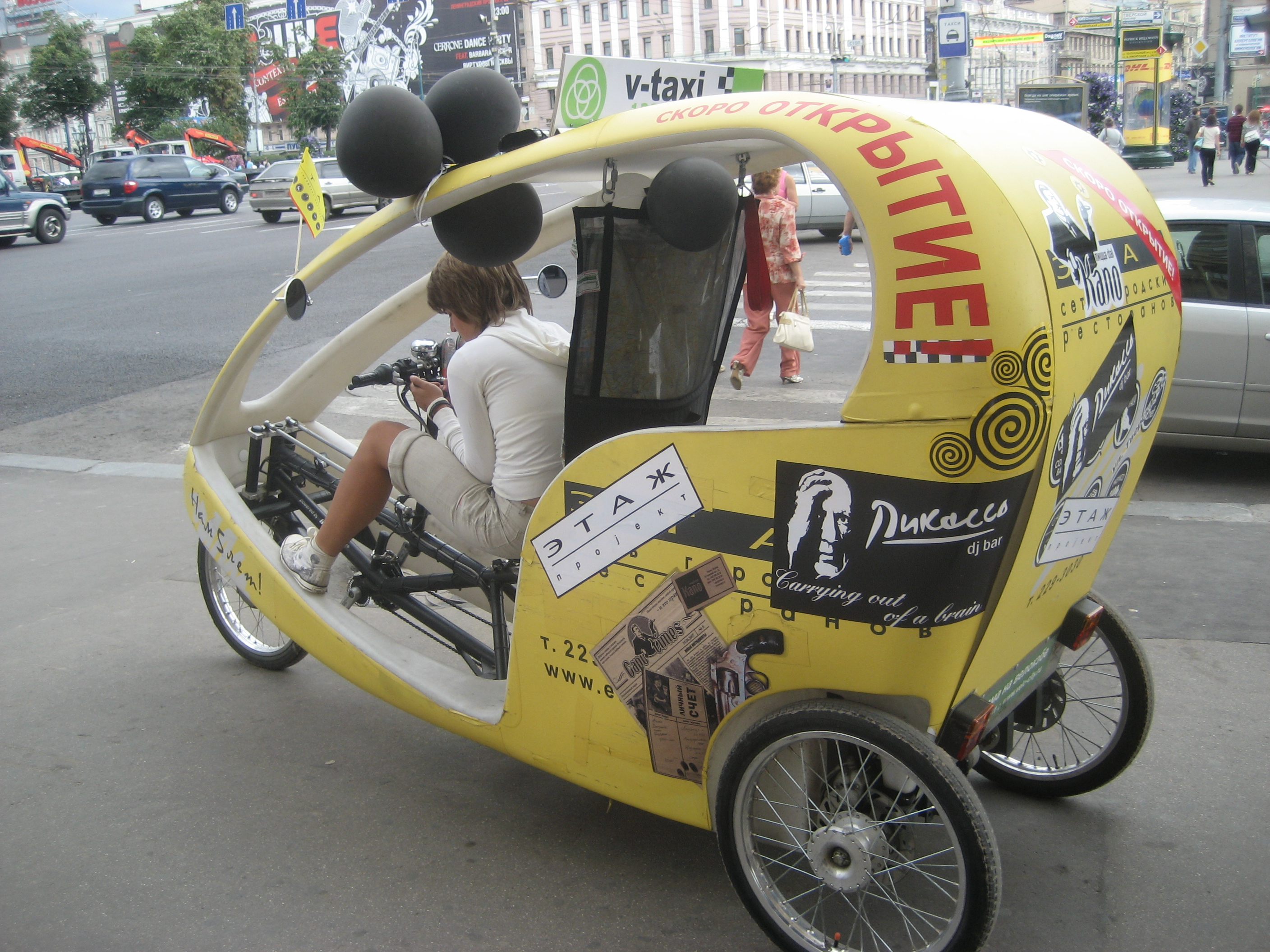
Velotaxi a Mosca, Russia

Nel 2009 un velotaxi costa circa 8000 €, mentre il prezzo di una corsa di un quarto d'ora è di circa 5 €.
A Francoforte i velotaxi sono diventati uno strumento per combattere la disoccupazione giovanile: gli studenti o i disoccupati possono affittarne uno per la modica cifra di 6 € al giorno (inclusi il costo dell'assicurazione e delle riparazioni dei danni) e ricavare dal servizio svolto giornalmente dai 50 ai 150 €.
Sui fianchi e nel retro del mezzo può essere esposta una pubblicità, che può risultare redditizia dal momento che questi veicoli operano prevalentemente in zone centrali delle città molto frequentate da turisti.